# HMS Dainty (H53)
HMS Dainty (H53) là một tàu khu trục lớp D được Hải quân Hoàng gia Anh Quốc chế tạo vào đầu những năm 1930. Thoạt tiên được phân về Hạm đội Địa Trung Hải, nó được điều sang Trạm Trung Quốc vào đầu năm 1935, và tạm thời được bố trí Hồng Hải vào đầu năm 1935 do cuộc Khủng hoảng Abyssinia trước khi quay trở lại nhiệm sở, nơi nó ở lại cho đến giữa năm 1939. Dainty được điều trở lại Hạm đội Địa Trung Hải ngay trước khi Chiến tranh Thế giới thứ hai nổ ra vào tháng 9 năm 1939, rồi được chuyển đến Tây Phi một thời gian ngắn làm nhiệm vụ hộ tống các đoàn tàu vận tải trong năm 1940 trước khi quay lại Địa Trung Hải. Con tàu tham gia trận Calabria vào tháng 7 năm 1940, rồi được phân công tuần tra và hộ tống các đoàn tàu vận tải cho đến khi bị máy bay ném bom Đức đánh chìm ngoài khơi Tobruk, Libya vào ngày 24 tháng 2 năm 1941.

## Thiết kế và chế tạo
Dainty có trọng lượng choán nước tiêu chuẩn 1.375 tấn Anh (1.397 t), và lên đến 1.890 tấn Anh (1.920 t) khi đầy tải. Nó có chiều dài chung 329 foot (100,3 m), mạn thuyền rộng 33 foot (10,1 m) và mớn nước 12 foot 6 inch (3,8 m). Con tàu được cung cấp động lực bởi hai turbine hơi nước hộp số Parsons, dẫn động hai trục chân vịt, tạo ra công suất 36.000 mã lực càng (27.000 kW) cho phép đạt tốc độ tối đa 36 hải lý trên giờ (67 km/h; 41 mph). Hơi nước cho turbine được cung cấp bởi ba nồi hơi ống nước Admiralty hoạt động ở áp suất 310 psi (2.137 kPa). Dainty mang theo tối đa 473 tấn Anh (481 t) dầu đốt cho phép nó có tầm xa hoạt động 5.870 hải lý (10.870 km; 6.760 mi) ở tốc độ đường trường 15 hải lý trên giờ (28 km/h; 17 mph). Thành phần thủy thủ đoàn bao gồm 145 sĩ quan và thủy thủ.
Chiếc tàu khu trục được trang bị bốn khẩu pháo QF 4,7 in (120 mm) Mk IX trên các tháp pháo đơn, được đặt tên 'A', 'B', 'X' và 'Y' tuần tự từ trước ra sau. Cho mục đích phòng không, Dainty có một khẩu QF 12-pounder Mk V bố trí giữa hai ống khói và hai khẩu đội súng máy QF 0.5-inch Vickers Mk III bốn nòng đặt ở hai bên cánh cầu tàu. Nó còn được trang bị hai bệ ống phóng ngư lôi bốn nòng trên mặt nước dùng cho ngư lôi 21 in (530 mm). Một đường ray và hai máy phóng được dùng để thả mìn sâu, thoạt tiên mang theo 20 quả mìn, nhưng được tăng lên 35 quả không lâu sau khi chiến tranh bắt đầu.
Dainty được đặt hàng vào ngày 2 tháng 2 năm 1931 tại xưởng tàu của hãng Fairfield Shipbuilding and Engineering Company ở Govan, Scotstoun trong Kế hoạch Chế tạo 1930. Nó được đặt lườn vào ngày 20 tháng 4 năm 1931, hạ thủy vào ngày 3 tháng 5 năm 1932, và hoàn tất vào ngày 22 tháng 12 năm 1932 với chi phí tổng cộng 229.378 Bảng Anh, không kể đến những thiết bị do Bộ Hải quân Anh cung cấp như vũ khí, đạn dược và thiết bị vô tuyến.

## Lịch sử hoạt động
Dainty thoạt tiên được phân về Chi hạm đội Khu trục 1 tại Địa Trung Hải và từng được bố trí một thời gian ngắn đến vùng vịnh Ba Tư và Hồng Hải vào tháng 10-tháng 11 năm 1933. Nó được tái trang bị tại Portsmouth từ ngày 3 tháng 9 đến ngày 23 tháng 10 năm 1934 để phục vụ tại Trạm Trung Quốc cùng Chi hạm đội Khu trục 8 (sau đổi tên thành Chi hạm đội 21), và đến nơi vào ngày 3 tháng 1 năm 1935. Nó được phối thuộc về Hạm đội Địa Trung Hải tại Hồng Hải từ ngày 30 tháng 9 năm 1935 đến ngày tháng 6 năm 1936 trong vụ Khủng hoảng Abyssinia. Con tàu sau đó được tái trang bị tại Hồng Kông từ ngày 21 tháng 9 đến ngày 15 tháng 10, và tiến hành các cuộc tuần tra chống hải tặc sau khi hoàn tất việc tái trang bị. Vào ngày 21 tháng 1 năm 1937, chiếc tàu buôn SS Hsin Pekin bị mắc cạn tại bãi đá Nemesis ngoài khơi Ninh Ba, và Dainty đã cử một đội canh gác trên tàu cho đến khi nó nổi trở lại. Con tàu thực hiện một số chuyến viếng thăm đến các cảng Sarawak, Singapore và Philippines từ tháng 1 đến tháng 3 năm 1938. Khi nguy cơ chiến tranh trở nên rõ ràng, nó được điều trở lại Hạm đội Địa Trung Hải, đến Alexandria cùng với tàu chị em HMS Duncan vào ngày 30 tháng 9 năm 1939, sau khi Chiến tranh Thế giới thứ hai bùng nổ.
Dainty được phân công nhiệm vụ tuần tra khắp Địa Trung Hải suốt tháng 10 và tháng 11 trước khi được tái trang bị tại Malta từ ngày 8 đến ngày 30 tháng 12. Sau khi hoàn tất, nó được điều về Đội Khu trục 2 đặt căn cứ tại Freetown, Sierra Leone để truy tìm các tàu vượt phong tỏa Đức. Con tàu được điều trở lại Hạm đội Địa Trung Hải vào tháng 4 năm 1940, và trải qua một đợt tái trang bị khác tại Malta từ ngày 21 tháng 4 đến ngày 2 tháng 6. Sau khi hoàn tất, nó được điều về Chi hạm đội Khu trục 10.
Vào ngày 12 tháng 6, nó cứu vớt hơn 400 người sống sót từ chiếc tàu tuần dương hạng nhẹ HMS Calypso, vốn bị đánh chìm ngoài khơi Crete. Tám ngày sau, nó cùng ba tàu khu trục khác hỗ trợ cho thiết giáp hạm Pháp Lorraine và ba tàu tuần dương Anh khi chúng tiến hành bắn phá Bardia trong đêm 21- 21 tháng 6. Vào ngày 27 tháng 6, Dainty cùng tàu chị em HMS Defender và tàu khu trục HMS Ilex tấn công tàu ngầm Ý Console Generale Liuzzi, gây hư hại nặng cho nó đến mức nó buộc phải tự đánh đắm. Hai ngày sau, Dainty và Ilex tấn công các tàu ngầm Ý Uebi Scebeli và Salpa, đánh chìm được Uebi Scebeli nhưng đã để cho Salpa chạy thoát. Các con tàu Anh đã thu được những tài liệu mật mã quan trọng, bao gồm bảng mã mới nhất. Chúng cũng có thể đã đánh chìm tàu ngầm Ý Argonauta vào ngày 29 tháng 6, khi nó quay trở về từ Tobruk, Libya.
Dainty tham gia trận Calabria vào ngày 9 tháng 7 trong thành phần hộ tống cho các tàu chiến lớn của Lực lượng C, và đã đối đầu không thành công với các tàu khu trục Ý, không chịu hư hại nào. Nó đã cùng với các tàu chị em Defender và Diamond, tàu khu trục Australia HMAS Stuart cùng các tàu tuần dương hạng nhẹ Capetown và Liverpool hộ tống cho Đoàn tàu vận tải AN.2 từ Ai Cập đến nhiều cảng trong biển Aagean vào cuối tháng 7. Đến ngày 29 tháng 8, Dainty cùng với Diamond và các tàu khu trục Jervis và Juno hộ tống cho tàu chở dầu Plumleaf và hai tàu buôn SS Cornwall và SS Volo đi từ Ai Cập đến Malta với hàng tiếp liệu. Dainty và Ilex đã hộ tống cho tàu tuần dương hạng nhẹ HMAS Sydney khi nó bắn phá sân bay Ý tại Scarpanto vào ngày 4 tháng 9.
Cùng với ba tàu khu trục Australia và hai tàu tuần dương phòng không Anh, nó đã hộ tống một đoàn tàu vận tải từ Ai Cập đến vịnh Suda, Crete rồi đi đến Malta vào đầu tháng 11. Đến tháng 12, nó được phân nhiệm vụ đánh chặn các đoàn tàu vận tải tiếp liệu của đối phương dọc theo bờ biển Bắc Phi, chiếm được hai tàu schooner ngoài khơi Bardia vào ngày 31 tháng 12. Vào đầu tháng 1 năm 1941, Dainty hộ tống các tàu chiến chủ lực của Lực lượng A trong Chiến dịch Excess. Chiếc tàu khu trục đã kéo Desmoulea bị bất động đến vịnh Suda sau khi chiếc tàu chở dầu này trúng ngư lôi phóng từ tàu ngầm Ý Lupo ngoài khơi Crete vào ngày 31 tháng 1.
Không lâu sau đó, Dainty quay trở lại nhiệm vụ tuần tra dọc theo bờ biển Bắc Phi. Vào cuối buổi chiều ngày 24 tháng 2, nó rời Tobruk cho một chuyến tuần tra, có tàu khu trục HMS Hasty tháp tùng. Các con tàu bị 13 máy bay ném bom Junkers Ju 88 thuộc Liên đội III./Không đoàn 1 tấn công, và Dainty trúng một quả bom 1.000 lb (450 kg), vốn đã xuyên qua cabin của hạm trưởng và phát nổ cạnh các thùng nhiên liệu. điều này đã gây một đám cháy lớn, hầm đạn bị nổ tung và con tàu bị chìm. Có 16 thành viên thủy thủ đoàn của Dainty thiệt mạng và 18 người khác bị thương trong cuộc tấn công.